# Gilles Corrozet

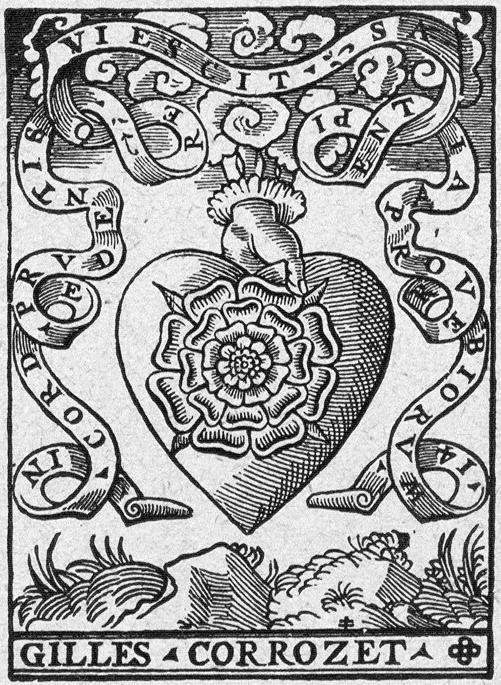
Marca de impresor de Gilles Corrozet: In corde prudentis requiescit sapientia (En el corazón del prudente reposa la sabiduría), Proverbios, 14,33.

Gilles Corrozet (París, 1510-1568) fue un librero, editor y escritor francés.

## Biografía
Nieto del librero Pierre Le Brodeur y emparentado por matrimonio con otras familias de libreros parisinos, sin formación universitaria, se propuso como librero alcanzar a un público más amplio editando textos clásicos y de autores reconocidos en formato manejable y con frecuencia ilustrados. Tenía su negocio de librería desde 1535 en la grand-salle del Palacio.

## Obra

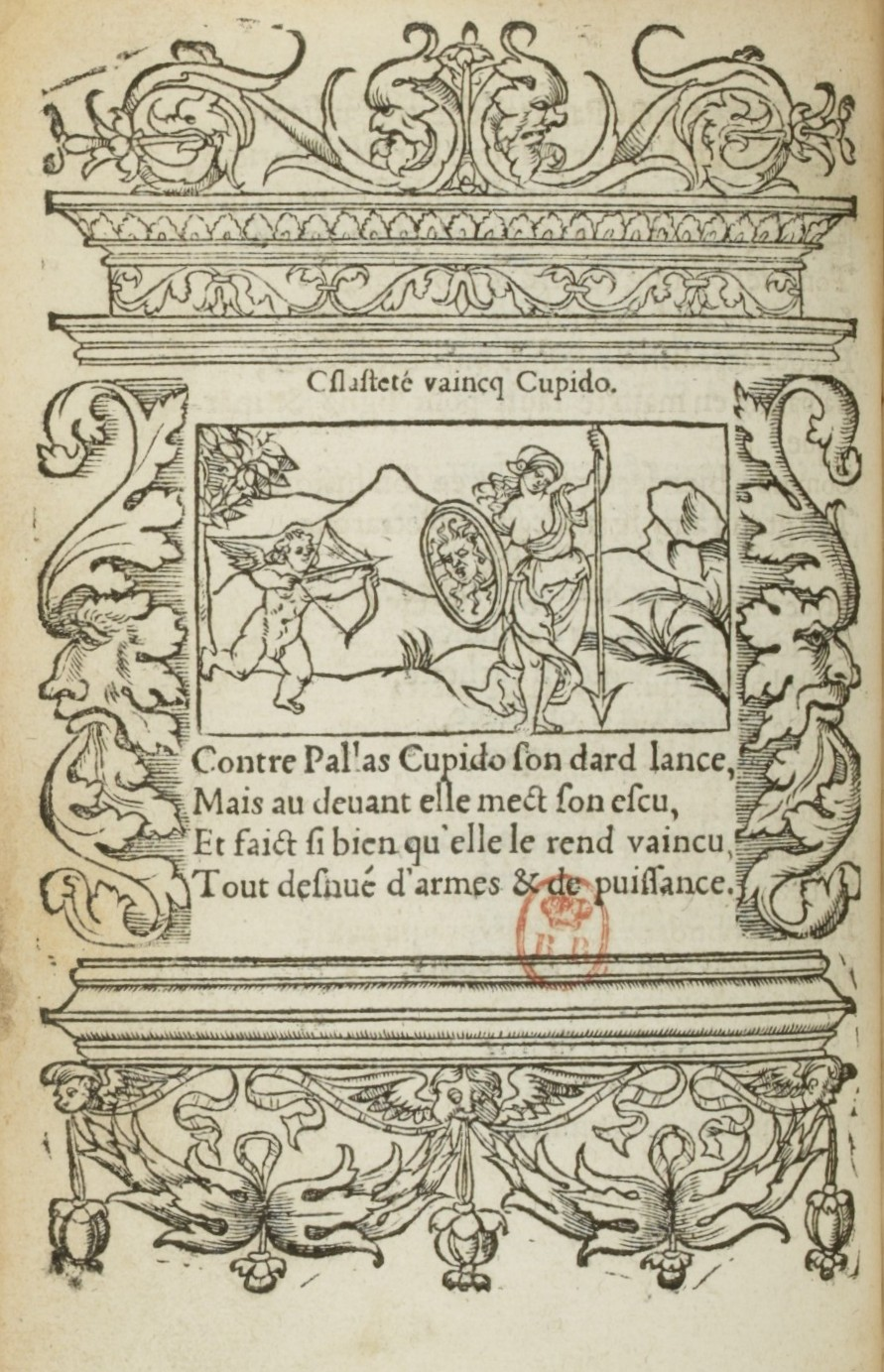
«Chasteté vaincq Cupido». Hecatomgraphie. C'est à dire les descriptions de cent figures et hystoires..., París, 1540, p. 48.

Poeta, escritor y traductor, fue autor de obras de historia y de libros de emblemas. Al primer género corresponden La Fleur des antiquitez, singularitez et excellences de la plus que noble et triomphante ville et cité de Paris (Denis Janot, París, 1532), elogio de los ciudad de París y de su historia con elementos propios de una temprana guía de viajes de la que inmediatamente se hicieron varias reimpresiones; las Antiques Erections des Gaules (1535), el Epitome des Histoires des Roys d'Espaigne & Castille, des Roys d'Arragon, des ducz & Roys de Boheme, des Roys de Hongrie, des maisons d'Absbourg & Autriche (1553) y el Thresor des histoires de France, publicado tras su muerte en 1583.
Con Le theatre des bons engins de Guillaume de La Perrière, solo un año anterior, su Hecatomgraphie (1540) es uno de los dos primeros libros de emblemas franceses. Cada uno de sus cien emblemas consta conforme al modelo canónico de un lema, un grabado, en su caso abierto en madera, y un epigrama (cuarteto), pero en la página inmediata añade a ese esquema una composición poética de mayor extensión en estrofas que no es, como podría serlo más tarde, un comentario al emblema sino parte de él, necesaria para entenderlo rectamente. Sus temas así como sus fuentes son similares a los de Alciato, pero Corrozet se propone además agradar a la vista y, si es posible, proporcionar a «ymagers et tailleurs, / Painctres, brodeurs, orfévres, esmailleurs», alguna fantasía de la que puedan servirse en sus creaciones, para lo que sus emblemas se enmarcarán además en diferentes y variadas orlas.
Otra colección de emblemas titulada sencillamente Emblèmes reunió al final de su traducción y edición de la Tabla de Cebes, ilustrada con elegantes xilografías. No propiamente obras emblemáticas pero próximas al género son sus Blasons domestiques contenantz la décoration d'une maison honneste (1539), así como La tapisserie de l'église chréstienne (1544), pero no es suya aunque a veces se le atribuye la versión francesa de la danza de la muerte con ilustraciones de Hans Holbein publicada en Lyon en 1542 con el título de Les simulachres et historiees faces de la mort.
Firmó también la traducción de los textos y la epístola introductoria de Historiarum Veteris Testamenti icones ad vivum expressae (Lyon, 1539) con grabados de Holbein, así como una traducción de las Fábulas de Esopo (1544).